# Aetomylaeus milvus
Aetomylaeus milvus (лат.) — вид скатов из семейства орляковых отряда хвостоколообразных.

## Распространение
Индо-Тихоокеанская область: от Красного моря через воды Китая и на юг до Индонезии.

## Биология
Подобно прочим хвостоколообразным Aetomylaeus milvus относятся к яйцеживородящим рыбам. Эмбрионы развиваются в утробе матери, питаясь желтком и гистотрофом. 

## Взаимодействие с человеком
Международный союз охраны природы отнёс данный вид к вымирающим. Возможно, употребляются людьми в пищу в западной части Тихого океана.